# Stereolizza
Stereolizza (до 2009 года — Stereoliza) — урбан-поп-группа, базирующаяся в Лос-Анджелесе. В основе группы — вокалистка и автор слов и музыки Лиза/Lizza (настоящее имя — Екатерина Шалаева) и AlecZero (настоящее имя — Алексей Гинчев) — композитор, рекорд-продюсер, мультиинструменталист.

## Обзор
«X.Y.Z.» — первый сингл из альбома X-amine Your Zippa, который принёс европейский успех группе в 2005—2006 годах, оставался на вершинах чартов украинских, польских и российских радиостанций («Европа Plus», «Европа FM», «Хит FM», «Гала Радио», «Радио NRJ», «Просто Радио», ESKA Radio, RMF FM и др.).
Видеоклипы группы Stereolizza транслировались на телеканалах Украины, США, России, и Польши (MTV, M1, OTV, TVP1, TVP2, Polsat, International Music Feed, и др.)
Песни группы стали саундтреками к следующим фильмам и телешоу:
- «Здрасьте, я ваше папо!» — «MTV Россия», 2006 («X.Y.Z.»)[4]
- «Дикари» — художественный фильм, Россия, 2006 («X.Y.Z.»)
- Moonlight, эпизод 10 «Sleeping Beauty» — телесериал, CBS, США, 2007—2008 («X.Y.Z.»)[5][6]
- Side Order of Life, эпизод 10 «Awakenings» — телесериал, Lifetime TV network, США, 2007 («X.Y.Z.»)[7]
- Forever Strong — художественный фильм, США, 2008 («Corporate Logic»)

## История

### Создание группы и раннее творчество (1998—2003)
Lizza и AlecZero встретились в киевской джазовой кавер-группе, где Lizza была ведущей вокалисткой, а AlecZero играл на бас-гитаре. Группа выступала в клубах и барах, исполняя джазовые стандарты и вечнозелёные хиты на протяжении нескольких лет, пока Lizza и AlecZero не решили вместе писать свою музыку и не создали новую группу. Название Stereolizza возникло из игры слов и трансформации названия картины Леонардо Да Винчи Мона Лиза в Mono Lisa и Stereolizza, которое соединяет в себе женский облик и музыкальное звучание.
Русскоязычный альбом «Побег» (1999), автором слов и музыки которого являлся AlecZero, был не просто сборником песен, а, скорее, концептуальной рок-оперой, где все песни связаны в одно произведение — историю про виртуальную девочку по имени Stereolizza, которая живёт в Интернете и убегает из воображаемой космо-тюрьмы в мегаполис в поисках лучшей жизни и приключений. «Побег несёт в себе идею отказа от стереотипов, принципов, навязываемых обществом, которые подавляют многих людей.»
Хотя это и была первая попытка создания виртуального артиста на музыкальной сцене, дебютный альбом группы Stereolizza был неоднозначно воспринят локальными средствами массовой информации и не был коммерчески успешным.

### Европейский успех (2003—2008)
Несмотря на первые неудачи, дуэт продолжает писать песни. Находясь под впечатлением Eminem и его альбомов The Slim Shady LP и The Marshall Mathers LP, Lizza пробует себя в стиле поп-хип-хоп в тандеме с AlecZero, но теперь их песни — на английском языке. Увидев международный потенциал в новом материале команды, Ukrainian Records, лицензиат Universal Music Group на Украине, решают подписать группу на несколько альбомов в 2003 году.
Группа закрывается в студии, чтобы воплотить демо в полноценные записи под руководством AlecZero в качестве музыкального продюсера.

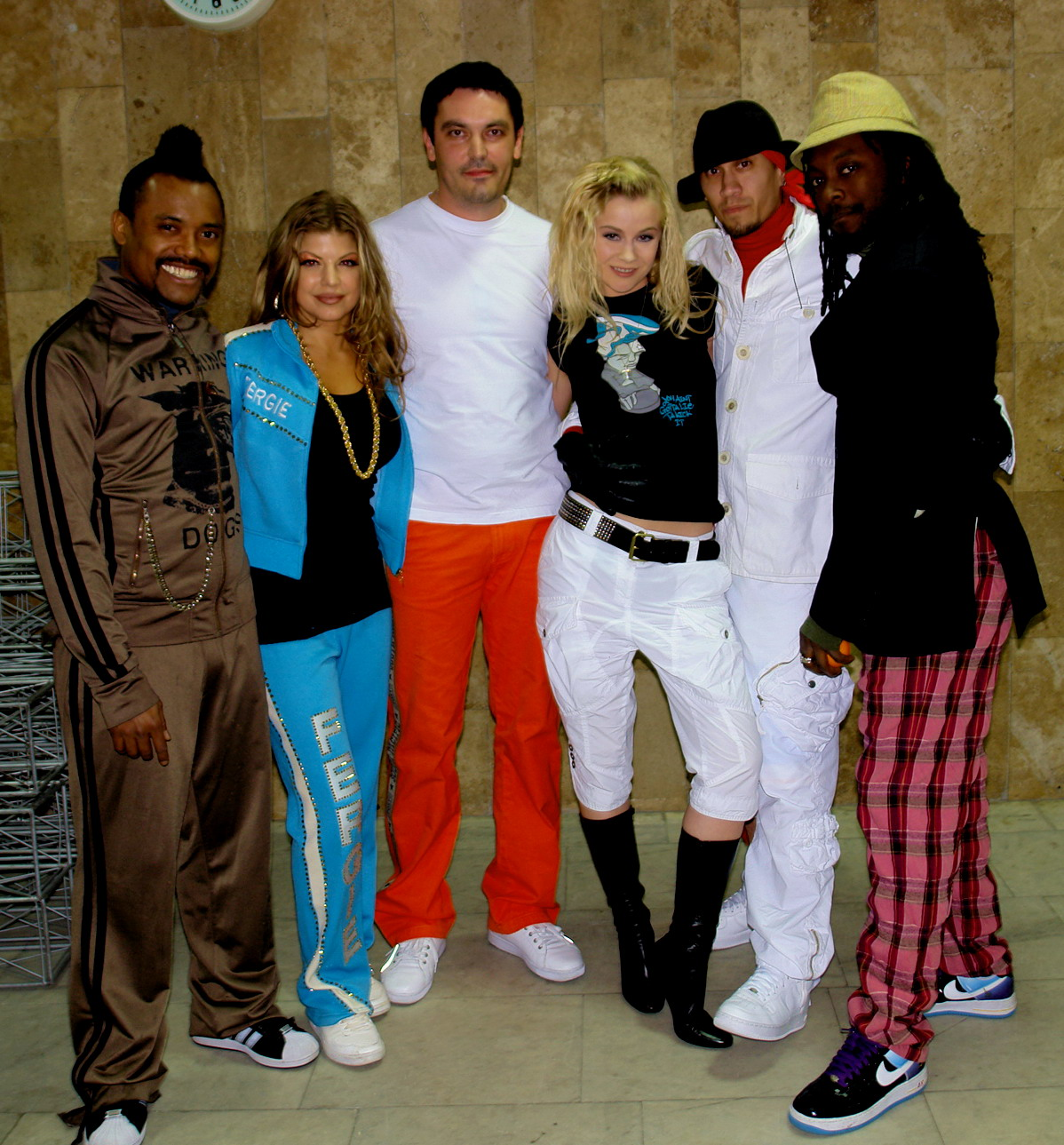
Stereolizza и The Black Eyed Peas

В 2005 году Stereolizza выпускает на лейбле Ukrainian Records «X.Y.Z.», первый сингл из альбома X-amine Your Zippa. «X.Y.Z.», аббревиатура от examine your zipper, — это уничижительное послание мужской половине общества, пристрастной к беспорядочным связям. Видеоклип на сингл был снят в Нью-Йорке компанией Radioactive Films (режиссёр — Виктор Придувалов). Немного позднее песня открыла для группы европейский рынок.
Второй сингл «Corporate Logic» высмеивает правила корпоративной этики, о которых все знают, но игнорируют в обычной офисной жизни. Клип, снятый режиссёром Джейсоном Арджиропулосом и компанией Tree Filmworks в Лос-Анджелесе, выдержан в стилистике ар-деко и перекликается с историей о Бонни и Клайде.
В 2006 году во время мирового тура The Black Eyed Peas Monkey Business Tour Stereolizza были отобраны для разогрева ВЕР во Дворце Спорта в Киеве. Группа и сама начала ездить в туры при поддержке украинских национальных мобильных операторов Kievstar GSM и djuice вместе с такими артистами, как Apollo 440, Sean Paul, The Chemical Brothers и Planet Funk.
Альбом X-amine Your Zippa, выпущенный на Украине (2006), в Польше (2006), России (2007), Евросоюзе (2006) и ОАЭ (2007), утвердил Стереолизу как одну из немногочисленных на то время белых поп-хип-хоп исполнительниц. Некоторые СМИ назвали Лиззу «Эминемом в юбке».

Европейская версия альбома была выпущена компанией Universal Music Group International (Лондон, Великобритания) также включила в себя кавер на песню Blondie (band) Rapture.
В 2007 году Stereolizza стала лицом бренда детской одежды и школьной формы «Юность», принимая участие в фотосессиях, дефиле и благотворительных акциях для детей. В это же время Лиза принимает предложение от журнала Playboy сняться для обложки ноябрьского выпуска.
В конце 2007 года украинский национальный телеканал М1 приглашает Лизу стать ведущей Guten Morgen, ежедневного утреннего развлекательного шоу. До середины 2008 Lizza пишет с AlecZero песни для нового альбома и периодически даёт концерты, соединяя музыкальную карьеру и карьеру телеведущей.

### Переезд в США (2008—наст. вр.)

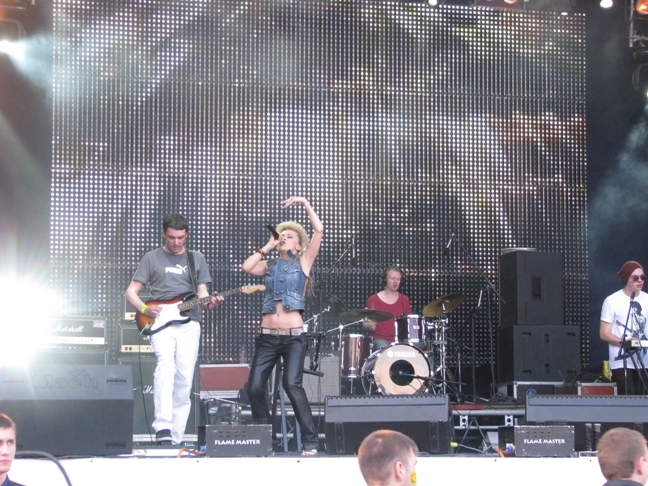
Stereolizza performing live during DJUICE Festival

Когда Stereolizza накопила достаточно материала для нового альбома, оказалось, что Ukrainian Records больше не в состоянии покрывать затраты на его запись и продолжать инвестировать в карьеру артистов, и контракт с группой был разорван.
В это нелёгкое время Stereolizza получает ряд предложений от американских промоутеров о выступлениях в США. Недолго думая, группа упаковала инструменты и уехала из Украины, чтобы выступить в нескольких городах Северной Америки, ещё не подозревая, что Лос-Анджелес станет их конечным пунктом назначения.
Обосновавшись в Лос-Анджелесе, группа продолжает выступать в местных клубах, колледжах и университетах.
Немного позднее AlecZero и Lizza получают вид на жительство, оборудуют свою студию и создают свой рекорд лейбл, StereoZzilla Music. AlecZero продолжает углублять свои продюсерские навыки, что дало возможность группе независимо делать свою музыку и выпускать её на своем лейбле.
В 2012 году Stereolizza выпускают поп-дэнс сингл «Carousel», спродюсированный AlecZero и сведённый Ариэлем Шобазом; мастеринг осуществлён Брайаном «Биг Бассом» (Brian Gardner "Big Bass'') на студии Bernie Grundman Mastering. Обложку для сингла «Carousel» создал всемирно известный графический дизайнер из Бразилии Адемас Батиста (Adhemas Batista).
Трек получил награду от Malopolskie TV как «Лучший хит лета 2012» (Best Summer Hit of 2012).
Четыре месяца спустя шведский хаус-лейбл Clubstream Рink выпустил Carousel Club EP с ремиксамы на песню от диджеев Inossi, DJ S1 и U4Ya.
«Go Back To Your Mama» — ещё один трек команды. Stereolizza продолжает работать в стиле урбан поп, сохранив читку, присущую «X.Y.Z.», но в то же время добавив в своё творчество элементы хаус-музыки.
Клип на песню «Go Back To Your Mama» был снят в Лос-Анджелесе и Ланкастере (штат Калифорния, США) и транслировался на телеканалах М1 (Украина), VIVA Poland и Eska TV (Польша).
Песня была издана в Германии, Австрии, Швейцарии, Польше, Израиле, Греции; релиз в Италии, Франции, Бельгии, Голландии и Люксембурге ожидался весной 2013 г.

## Состав группы
Основные участники
- Lizza — вокал (1998—наст. вр.), автор лирики, композитор
- AlecZero — гитара (1998—наст. вр.), клавишные (2005—наст. вр.), композитор, музыкальный продюсер

Бывшие участники (участвовавшие в турах)
- Ingvo — диджей, клавишные (2005—2009)
- Hardtennis — клавишные (2006—2008)
- Егор Феколин — ударные (2006—2008)
- LJ — звукорежиссёр (2005—2007)
- Денис Феколин — звукорежиссёр (2007—2008)

## Дискография
- 1999 — Побег
- 2006 — X-amine Your Zippa
- 2012 — Carousel (сингл)
- 2012 — Carousel Club (макси-сингл)
- 2013 — Go Back To Your Mama (макси-сингл)
- 2014 — Set My Heart On Fire (сингл)
- 2015 — Cool Cat (сингл)
- 2015 — Boys & Girls (сингл)
- 2016 — Don’t Tell Your Wife (сингл)
- 2016 — Wonderland (сингл)
- 2017 — Bubble Pop (сингл)
- 2017 — Hello (сингл)